# Enhéngál-tábla
Az Enhéngál-tábla az első ismert lagasi sumér uralkodónak tartott Enhéngál egy dokumentuma. Ismeretlen időpontban találták a mai Telloh falu melletti tellen, az ókori Ningírszuban, amely az i. e. 26. században Lagas városkirályságának fennhatósága alatt állt. Ma a Pennsylvania Egyetem múzeumában tekinthető meg. Mindkét oldala feliratos, de a hátoldalra csak másfél oszlop jutott.

## Jellemzői
A mészkőtábla kitűnő állapotban maradt fenn, könnyen olvasható – csak néhány cella sérült –, de nehezen értelmezhető, mivel az alkalmazott írásrendszerben szinte minden jelnek több (sőt sok) jelentése lehet, ugyanakkor a több jelből álló összetett jelcsoportok, ligatúrák értelmezése bizonytalan. Az interpretációk széles spektruma képzelhető el. 
Elsőnek George A. Barton publikálta 1913-ban, majd sokan mások, köztük P. Anton Deimel (1924-ben), Igor Mihajlovics Gyjakonov (1954-ben) és Dietz Otto Edzard (1971-ben). A két utóbbi fordítás képzi a mai napig az elfogadott értelmezés alapját.

## Felirata
A jelenlegi értelmezés szerint a tábla arról szól, hogy Enhéngál nyolcszor tett ajánlatot tizenegy földbirtokra egy girszui papnak, Lugalkigalának és egy Szidu nevű férfinek, mely utóbbi neve után szintén szerepel a lugal szó. A tranzakciók leírása sematikus, az alábbi mintát követi:
1. A birtok mérete;
2. Vételár (rézben, árpában, kecskében, disznóban);
3. A birtok elhelyezkedése és/vagy neve;
4. A szerződés készítője vagy a hivatalnok tanú neve;
5. Az eladó neve (?)

Enhéngál feliratának előoldala
Enhéngál feliratának hátoldala